# 웅상 (사람)
웅상(熊霜, ? ~ 기원전 822년)은 중국 초나라의 제11대 군주(재위: 기원전 827년 ~ 기원전 822년)이다. 웅엄의 아들이고 웅순의 형이다. 웅엄이 죽자 뒤를 이었고, 웅상이 죽자 웅순이 뒤를 이었다.
| 전 임 아버지 웅엄 | 제11대 초나라의 군주 기원전 827년 ~ 기원전 822년 | 후 임 동생 웅순 |